# Jan Chwałczyk

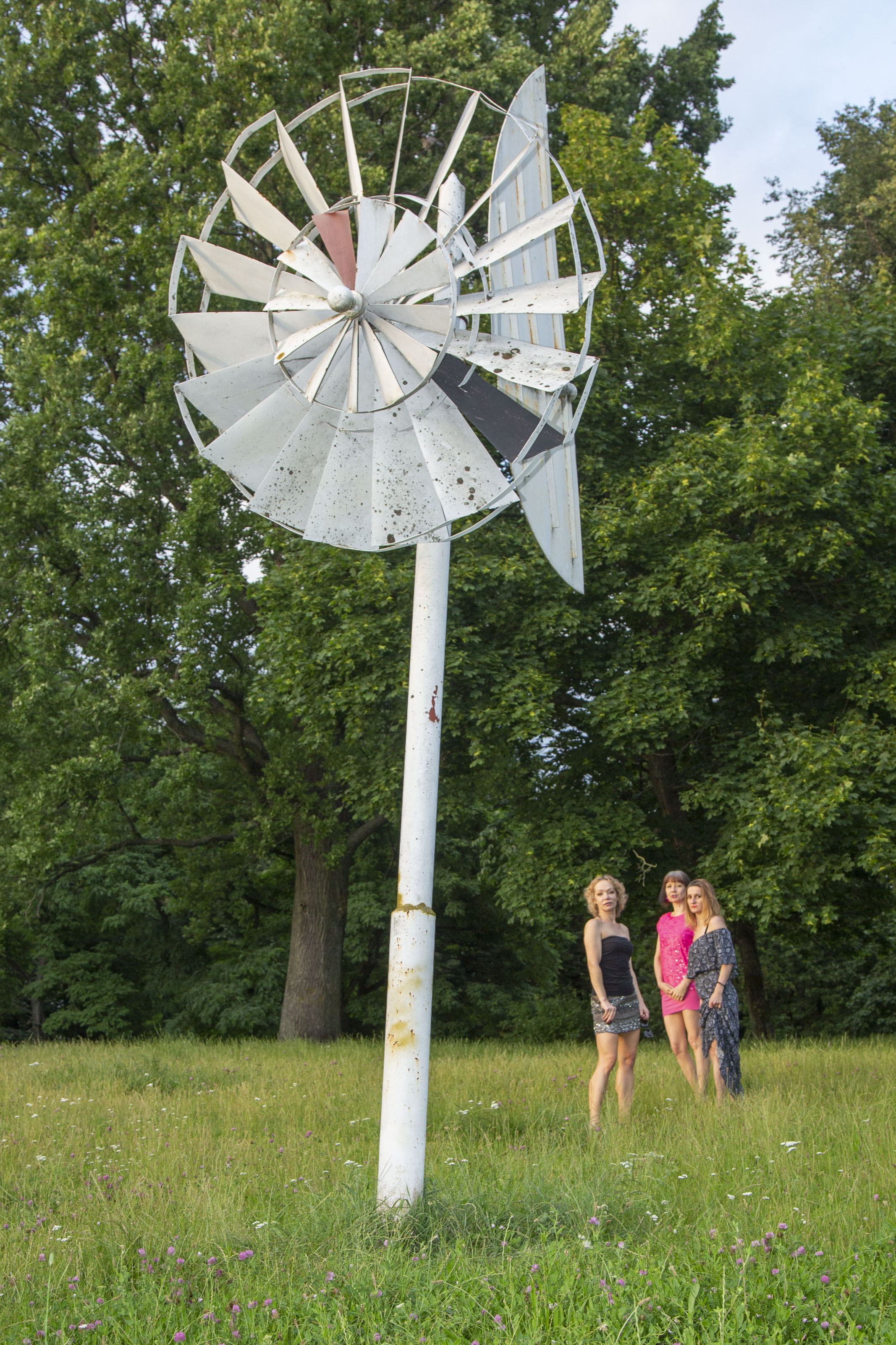
Forma kinetyczna stworzona przez Jana Chwałczyka podczas I Biennale Form Przestrzennych w Elblągu

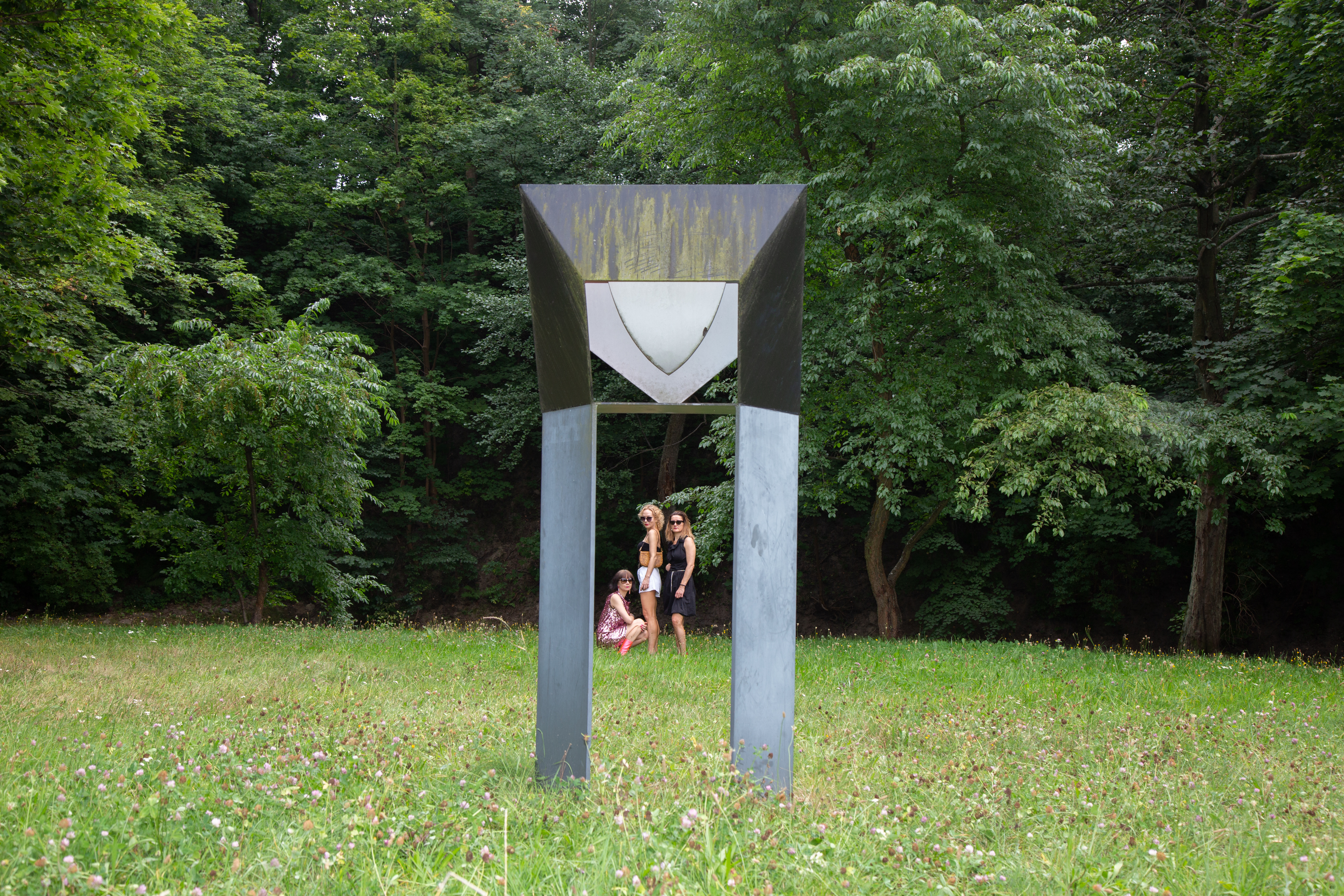
Rzeźba „Reproduktor Światła Słonecznego” Jana Chwałczyka realizowana w ramach projektu Art Line w 2013 w Elblągu

Jan Chwałczyk (ur. 15 czerwca 1924 r. w Krośnie, zm. 10 grudnia 2018 r. we Wrocławiu) – polski artysta, przedstawiciel sztuki II poł. XX w., konceptualizmu, sztuki pojęciowej, mail artu, sztuki kinetycznej, sztuki posługującej się językiem geometrii. Tworzył obrazy, rysunki, realizował akcje artystyczne, główną część jego pracy artystycznej stanowiły obiekty, instalacje i formy przestrzenne dedykowane badaniom nad istotą światła i barwy. Był też autorem publikacji dotyczących analizy procesu twórczego i zjawisk sztuki. Jego prace znajdują się w kolekcjach muzealnych m.in.: we Wrocławiu, w Chełmie, Koszalinie, Elblągu, Orońsku, Zielonej Górze, Krakowie, Warszawie, Hünfeld oraz w wielu kolekcjach prywatnych. Wraz z żoną, artystką Wandą Gołkowską, był inicjatorem i organizatorem życia artystycznego we Wrocławiu. W latach 1953–2018 uczestniczył w blisko 300 wystawach, plenerach, sympozjach i akcjach artystycznych. Zaprezentował ponad 20 wystaw indywidualnych w Polsce i za granicą.

## Życiorys
Urodził się w Krośnie, gdzie wychowywał się w domu rodzinnym Zygmuntowiczów, dziadków ze strony matki, którzy prowadzili duże gospodarstwo. Dziadek, Jan Zygmuntowicz, prowadził również zakład i warsztat mechaniczno-ślusarski, wytwarzał elementy metaloplastyki dla architektury krośnieńskiej. Posiadał nowoczesną pasiekę, patenty urządzeń wykorzystywanych w pszczelarstwie oraz pierwszą w Polsce wytwórnię przyborów pszczelniczych. Jan Chwałczyk lata wojny spędził w Krośnie i we Lwowie, a w 1946 roku przeniósł się do Wrocławia, z którym związał się już na stałe. W latach 1946–1951 studiował w Państwowej Wyższej Szkole Sztuk Plastycznych we Wrocławiu, późniejszej Akademii Sztuk Pięknych, w pracowni prof. Eugeniusza Gepperta. Nie tylko brał czynny udział w życiu studenckim, ale także je inspirował, włączając się m.in. w działalność Bratniaka, czy przeciwstawiając się zmianom polityczno-organizacyjnym uczelni w najtrudniejszym okresie socjalistycznej ingerencji (1949–1952). W 1950 roku poślubił koleżankę ze studiów Wandę Gołkowską, z którą tworzył wspólnie do jej śmierci w 2013 roku. W 2014 roku zawarł związek małżeński z Ewą Ludwińską.

## Twórczość i działalność artystyczna
Po ukończeniu studiów na wrocławskiej PWSSP (1946–1951) w latach 50. współtworzył grupę Poszukiwania Formy i Koloru, a następnie w latach 60. Grupę Wrocławską. W 1965 roku wziął udział w I Biennale Form Przestrzennych w Elblągu, a jego forma przestrzenno-kinetyczna znajduje się na Górze Św. Anny w elbląskim Parku im. R. Traugutta. W 1966 uczestniczył w Sympozjum Artystów i Naukowców w Puławach, a na przełomie lat 60. i 70. obok Jerzego Ludwińskiego angażował się w działalność wrocławskiej Galerii pod Moną Lizą, gdzie w 1969 roku zaprezentował swoją wystawę indywidualną „Portrety i Autoportrety”. Od połowy lat 60. brał wielokrotnie udział w słynnych Plenerach Koszalińskich w Osiekach. W latach 70. włączył się w nurt sztuki konceptualnej, realizując swoje prace „Portret Sztuki” (1972), akcję „Kontrapunkt” (w latach 1972–1974), oraz prowadząc we Wrocławiu w latach 1972–1975 Galerię Sztuki Informacji Kreatywnej. Na Sympozjum Wrocław ’70 Chwałczyk przedstawił projekt „Reproduktora Widma Słonecznego”, a 9 maja tegoż roku zrealizował koncepcję Henryka Stażewskiego „Kompozycja przestrzenna nieograniczona” („9 promieni światła na niebie”). Brał udział w najważniejszych wydarzeniach artystycznych i manifestacjach sztuki tego okresu: w wystawie „Sztuka Pojęciowa” w Galerii pod Moną Lizą w 1970 roku, w 1971 roku uczestniczył w Sympozjum Złotego Grona w Zielonej Górze, w Plenerze Ziemia Zgorzelecka, w 1972 w Międzynarodowym Festiwalu w Edynburgu, w 1975 w „Interwencjach" w Pawłowicach, w latach 1976 i 1977 w „Artycypacjach" w Dłusku, oraz w 1978 roku w Sympozjum Jankowice, a w 1981 roku w Biennale w São Paulo. W latach 70. współtworzył także międzynarodową sieć mail artu. Od połowy lat 60. światło i cień oraz tworzone przez nie barwy stały się głównym polem zainteresowania artysty, a także inspiracją dla jego twórczości. Przez kolejne dekady realizował przestrzenne kompozycje i instalacje, nazywane „Reproduktorami Światła i Cienia”, w których analizował struktury fizyczne i wizualne efekty związane z problematyką światła i powstawania barwy oraz odbioru koloru. W latach 1984–2005 brał udział w plenerach artystów posługujących się językiem geometrii organizowanych przez Bożenę Kowalską w Białowieży, Okunince i Orońsku. W latach 90. partycypował w inicjatywach artystycznych i wystawienniczych Gerharda Jürgena Bluma-Kwiatkowskiego w Polsce i w Niemczech. W 2006 roku otrzymał Nagrodę Ministra Kultury i Dziedzictwa Narodowego, a w 2011 roku został uhonorowany Srebrnym Medalem Zasłużonego Kulturze Gloria Artis. W latach 2000–2013 wraz z Wandą Gołkowską i studentami jej pracowni wrocławskiej ASP prowadził grupę Kontynuacja i Sprzeciw. W 2014 roku jego reproduktor cienia „Ten fantastyczny cień” z inicjatywy Galerii EL został umieszczony w przestrzeni Parku im. R. Traugutta w Elblągu. Jan Chwałczyk zmarł 10 grudnia 2018 roku we Wrocławiu. Został pochowany na Cmentarzu Osobowickim we Wrocławiu.

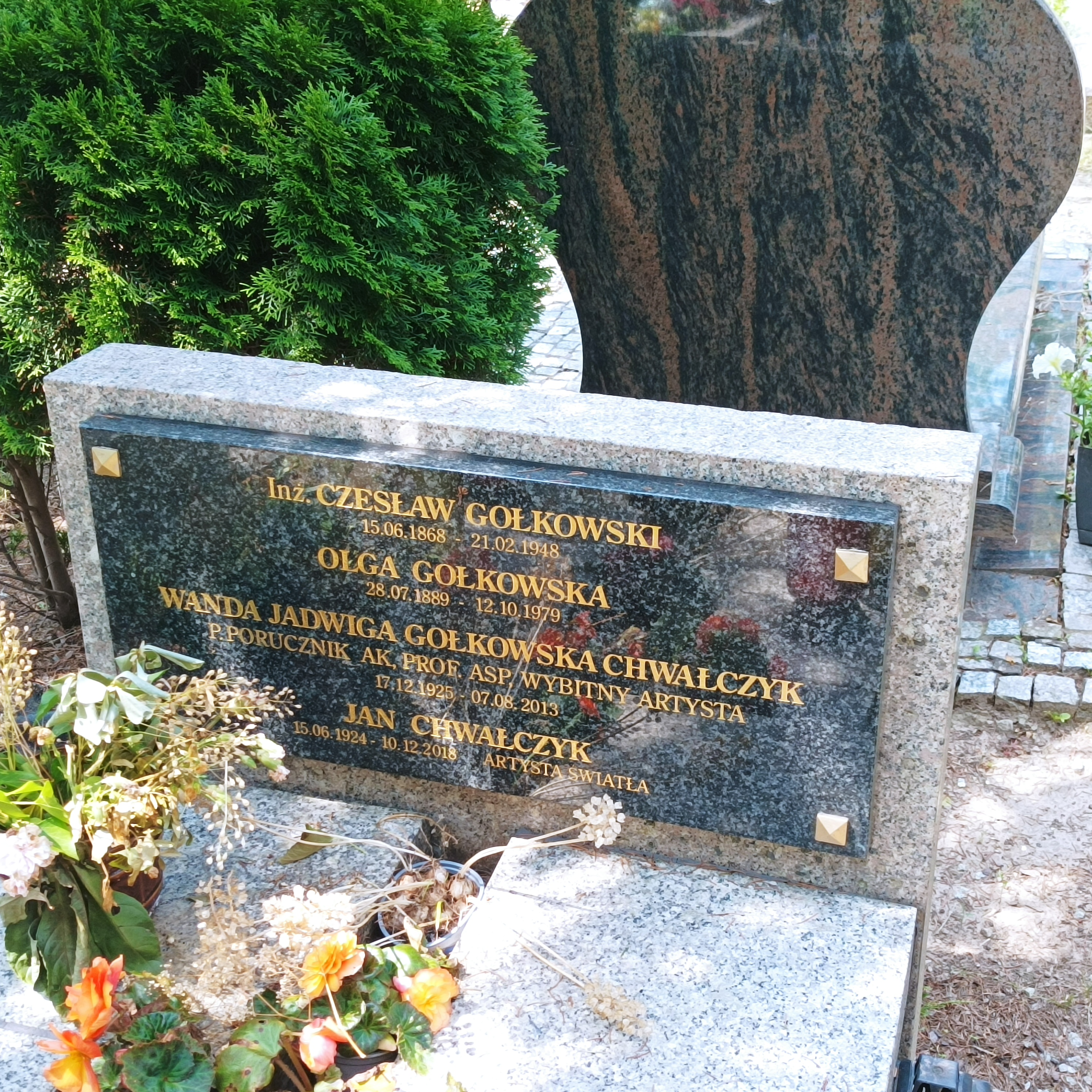
Grób Wandy Gołkowskiej i Jana Chwałczyka na Cmentarzu Osobowickim

## Galeria

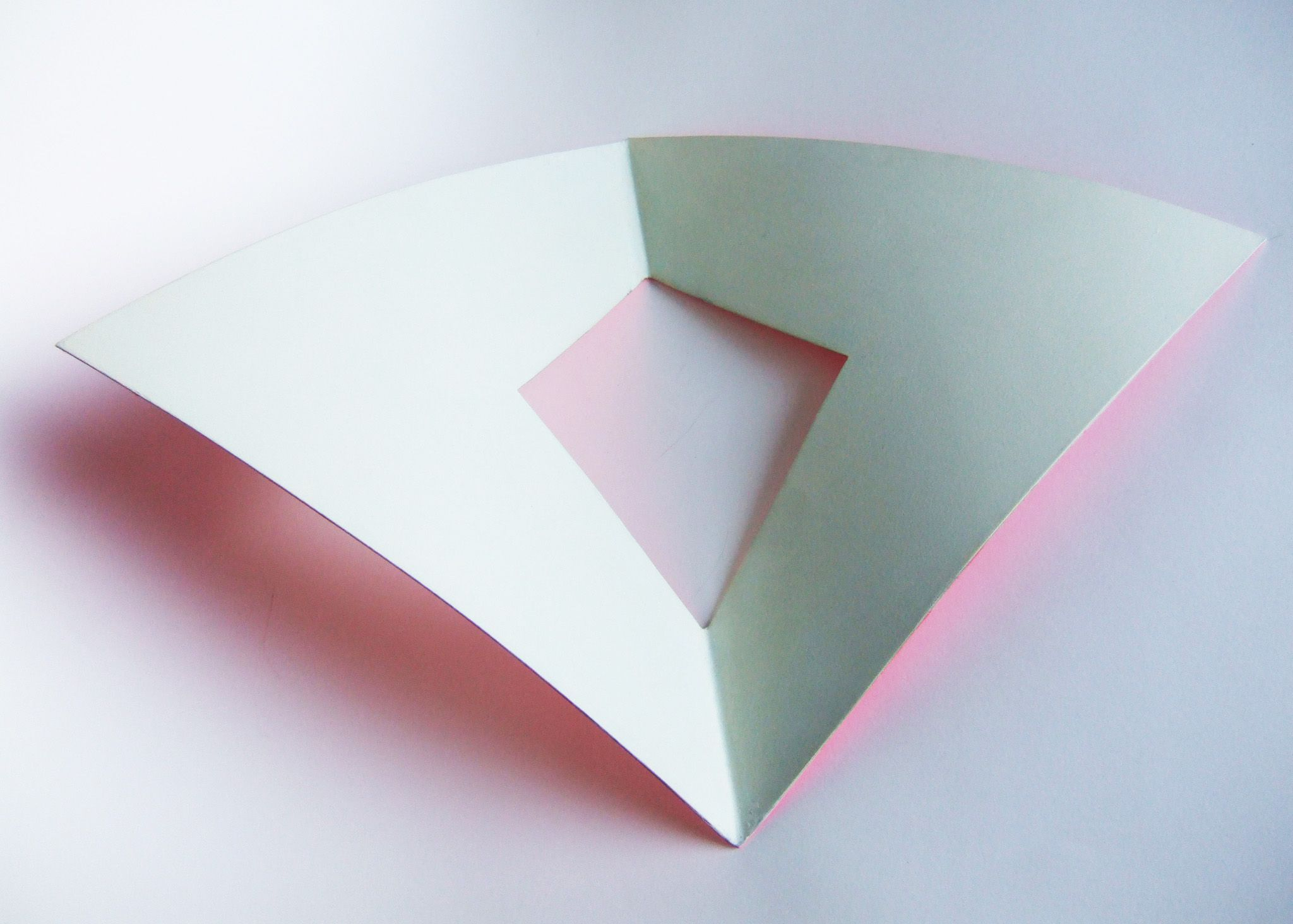
Forma przestrzenna, lata 80.
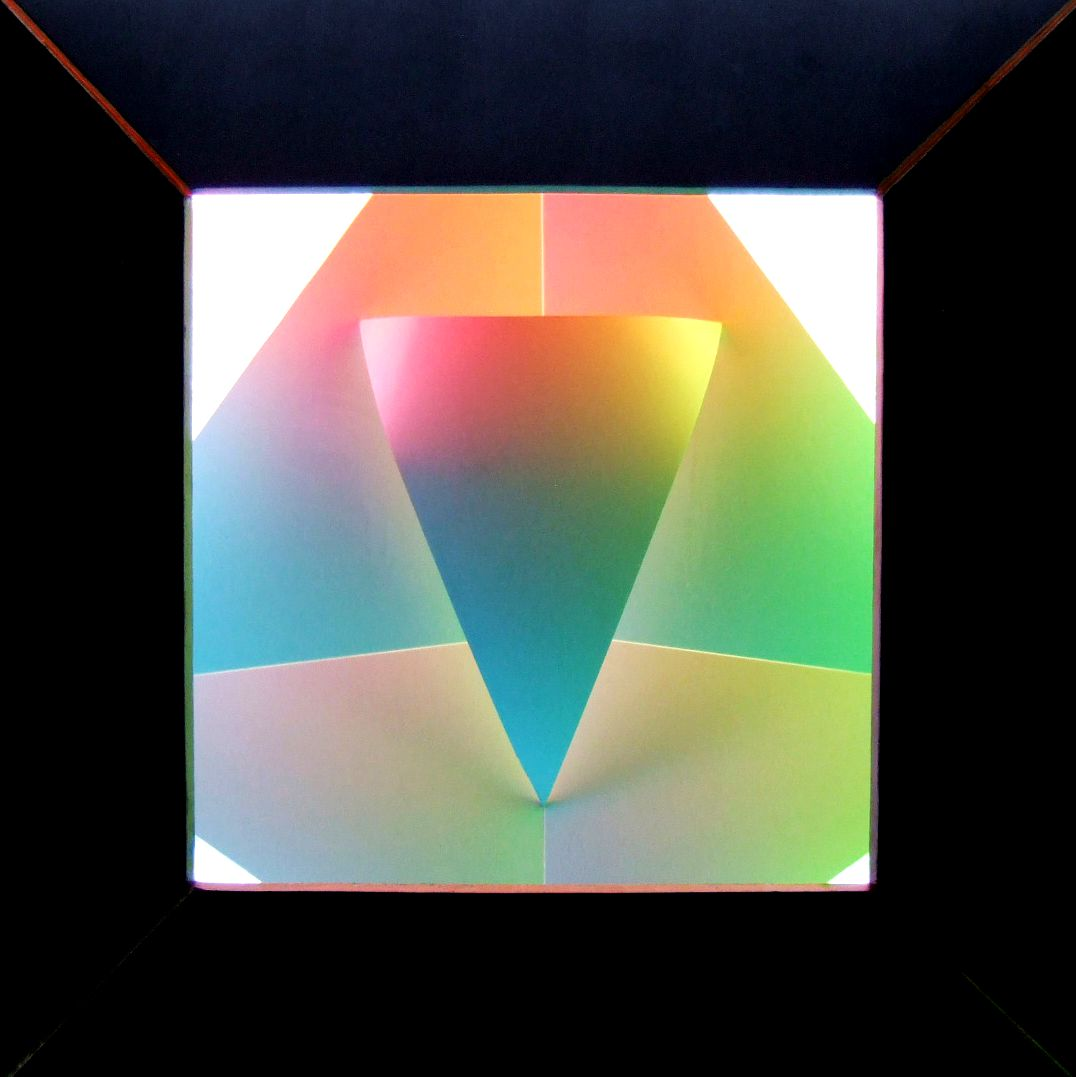
Ten fantastyczny cień, 10.2009
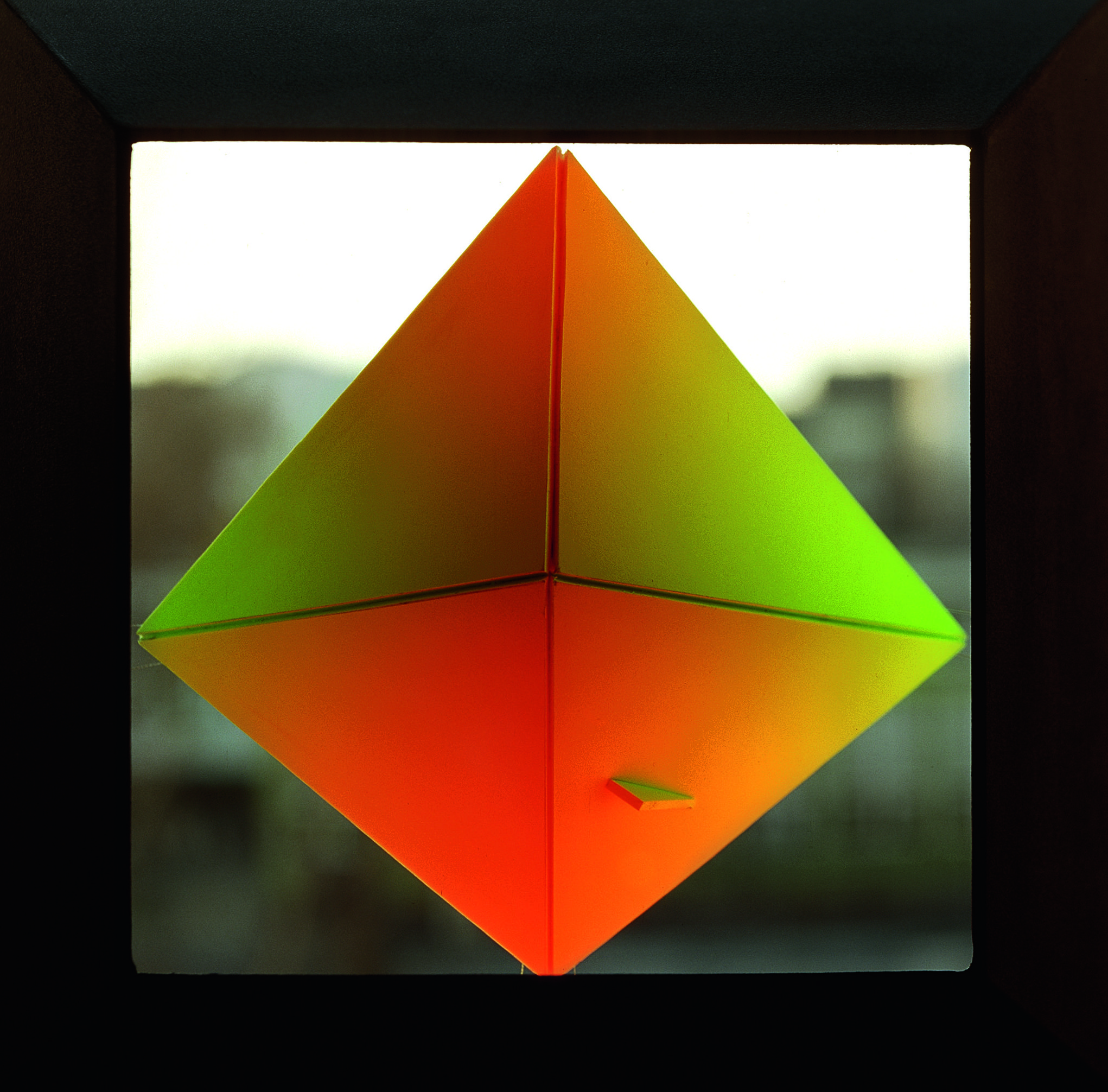
Ten Fantastyczny Cień 3, Cień własny, 2008
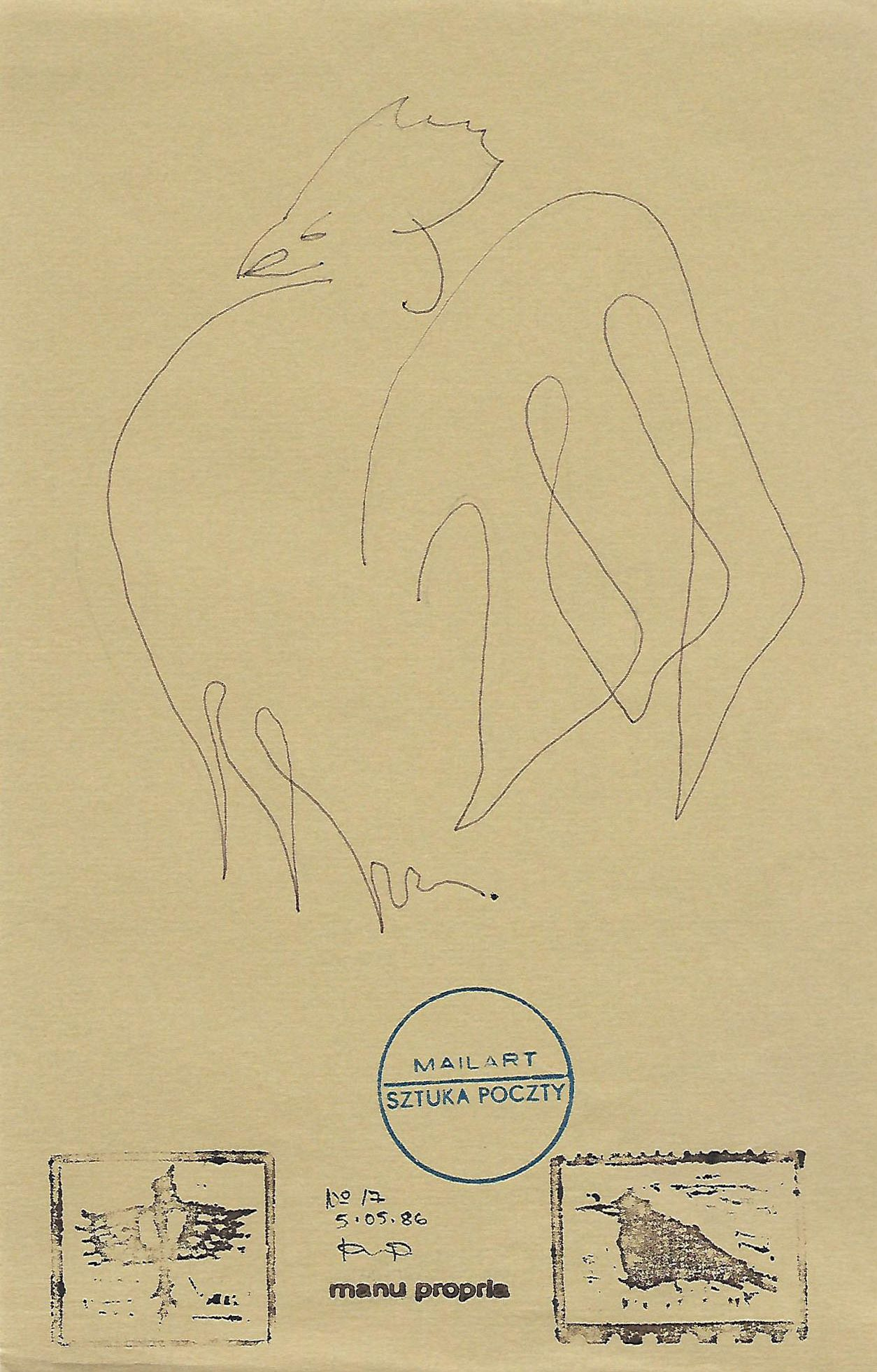
Mail art, Ptak, 1986
„Reproduktor widma słonecznego”, Sympozjum Plastyczne Wrocław '70, kolekcja MWW